# هنري هيل (لاعب كريكت بريطاني)
هنري هيل (29 نوفمبر 1858 - 14 أغسطس 1935) (بالإنجليزية: Henry Hill)‏ هو لاعب كريكت بريطاني (وحمل سابقاً جنسية المملكة المتحدة لبريطانيا العظمى وأيرلندا).